# لو بلو
لو بلو (بالإنجليزية: Lu Blue)‏ هو لاعب كرة قاعدة أمريكي، ولد في 5 مارس 1897 في واشنطن العاصمة في الولايات المتحدة، وتوفي في 28 يوليو 1958 في الإسكندرية في الولايات المتحدة.

## وصلات خارجية
- لو بلو على موقعبيزبول رفرنس.كوم (الدوري الرئيسي) (الإنجليزية)
- لو بلو على موقعبيزبول رفرنس.كوم (الدوري الثانوي) (الإنجليزية)